# Cnemaspis kumpoli
Cnemaspis kumpoli är en ödleart som beskrevs av  Taylor 1963. Cnemaspis kumpoli ingår i släktet Cnemaspis och familjen geckoödlor. Inga underarter finns listade i Catalogue of Life.